# The Quarrymen
The Quarrymen (hay còn được viết thành The Quarry Men) là nhóm nhạc skiffle và rock and roll của Anh, được thành lập bởi John Lennon vào năm 1956 tại Liverpool và sau này trở thành The Beatles vào năm 1960. Vốn được cấu trúc từ Lennon và một vài người bạn thân, tên ban nhạc được lấy theo tên của trường trung học Quarry Bank, nơi mà họ theo học. Mẹ của Lennon, bà Julia, là người dạy cậu chơi banjo và chỉ cho cậu và Eric Griffiths cách lên dây đàn guitar theo kiểu banjo và một số hợp âm cùng ca khúc đơn giản đầu tiên.
Ban nhạc skiffle của Lennon có một thời gian ngắn mang tên The Blackjacks song lúc đó chưa có được bất kể buổi trình diễn nào. Có vài tài liệu cho rằng chính Lennon là người đổi tên nhóm, song có tài liệu khác lại cho rằng Pete Shotton mới là người gợi ý ra tên này. The Quarrymen thường chơi tại các buổi tiệc, các buổi dạ hội hay chiếu phim của trường, và trở thành nhóm skiffle nghiệp dư có tiếng trước khi Paul McCartney gia nhập nhóm vào tháng 10 năm 1957. George Harrison vào nhóm sau đó vào khoảng đầu năm 1958 theo lời giới thiệu từ McCartney cho dù Lennon ban đầu đã kịch liệt phản đối do e ngại rằng Harrison (lúc đó mới 14 tuổi) còn quá nhỏ. Cả Paul lẫn George đều là học sinh từ trường nam sinh danh giá của thành phố Liverpool.
Ban nhạc tiến hành thu những bản thu thử đầu tiên vào năm 1958 với việc hát lại ca khúc của Buddy Holly là "That'll Be the Day", cùng với đó là bài "In Spite of All the Danger" sáng tác bởi McCartney và Harrison. Tới năm 1960, ban nhạc trải qua nhiều lần đổi tên. Sau khi Lennon tuyển người bạn học cùng trường nghệ thuật là Stuart Sutcliffe vào nhóm, họ quyết định lấy tên là Silver Beetles và vài tên liên quan khác, trước khi cuối cùng chọn The Beatles là tên gọi chính thức vào tháng 8 cùng năm khi họ lần đầu được mời tới diễn ở Hamburg, Đức.
Vào năm 1997, 5 thành viên đầu tiên của nhóm (trừ Lennon đã qua đời) đã tái hợp để trình diễn kỷ niệm nhân dịp 40 năm cuộc gặp lịch sử giữa McCartney và Lennon. Ban nhạc quyết định tiếp tục chơi nhạc, và kể từ năm 1998, họ vẫn đi trình diễn trên khắp thế giới. Griffiths qua đời vào năm 2005, còn Shotton hiện nay không còn theo diễn nữa vì lý do sức khỏe. Tới năm 2011, 3 thành viên còn lại vẫn tiếp tục các tour diễn của mình dưới tên The Quarrymen.